# Shiva

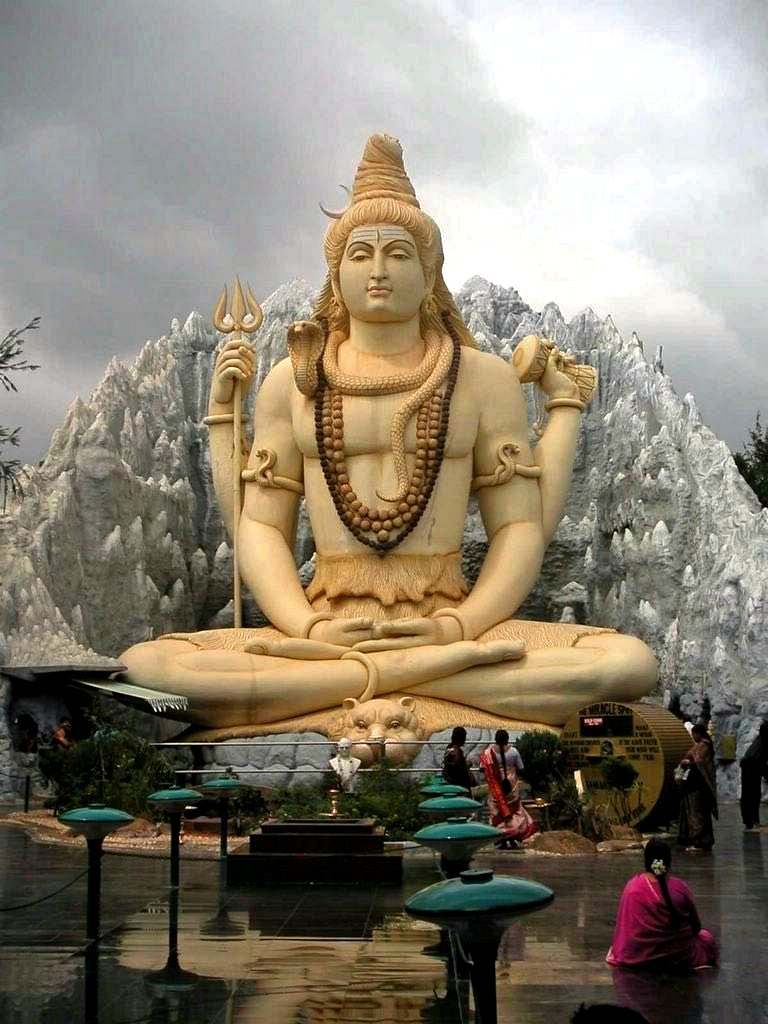
Neuzeitliche Shiva-Statue in einem Tempel in Bengaluru (2005): Zwei der Hände sind im Meditationsgestus (dhyanamudra) im Schoß der Figur ineinandergelegt; die beiden anderen tragen Dreizack (trishula) und Sanduhrtrommel (damaru). Um die Hüften ist ein Fellschurz gewunden; der Gott sitzt auf einem Raubkatzenfell. Um seinen Hals und seine Oberarme winden sich Schlangen; die geflochtenen Strähnen seines langen Asketenhaares sind zu einer ‚Haarkrone‘ aufgebunden, aus der seitlich eine Mondsichel (chandra) und oben die Göttin Ganga herausragt.

Shiva (Sanskrit शिव Śiva [ɕɪʋʌ]; „Glückverheißender“) ist einer der Hauptgötter des Hinduismus. Im Shivaismus gilt er den Gläubigen als die wichtigste Manifestation des Höchsten. Als Bestandteil der „hinduistischen Trinität“ (Trimurti) mit den drei Aspekten des Göttlichen, also mit Brahma, der als Schöpfer gilt, und Vishnu, dem Bewahrer, verkörpert Shiva das Prinzip der Zerstörung. Außerhalb dieser Trinität verkörpert er Schöpfung und Neubeginn ebenso wie Erhaltung und Zerstörung.
Die weibliche Kraft Shivas ist Shakti, die unter anderem als seine Gattin Parvati erscheint.
Shiva ist unter vielen verschiedenen Namen bekannt; im Shiva-Purana sind 1008 Namen angeführt, die sich jeweils auf ein Attribut von Shiva beziehen. Häufige Beinamen – teils auch im Stotra überliefert – sind Mahadeva („großer Gott“), Nataraja („König des Tanzes“), Bhairava („der Schreckliche“), Mahesha („höchster Herr“), Nilakantha („der mit dem blauen Hals“, bezogen unter anderem auf den Mythos vom Milchozean), Pashupati („Herr aller Wesen“), Rudra („der Wilde“), Shankara („der segensreich Wirkende“), Vishwanatha („Herr des Alls“) oder Somanatha („Herr des Mondes“).

## Bedeutung und Legende

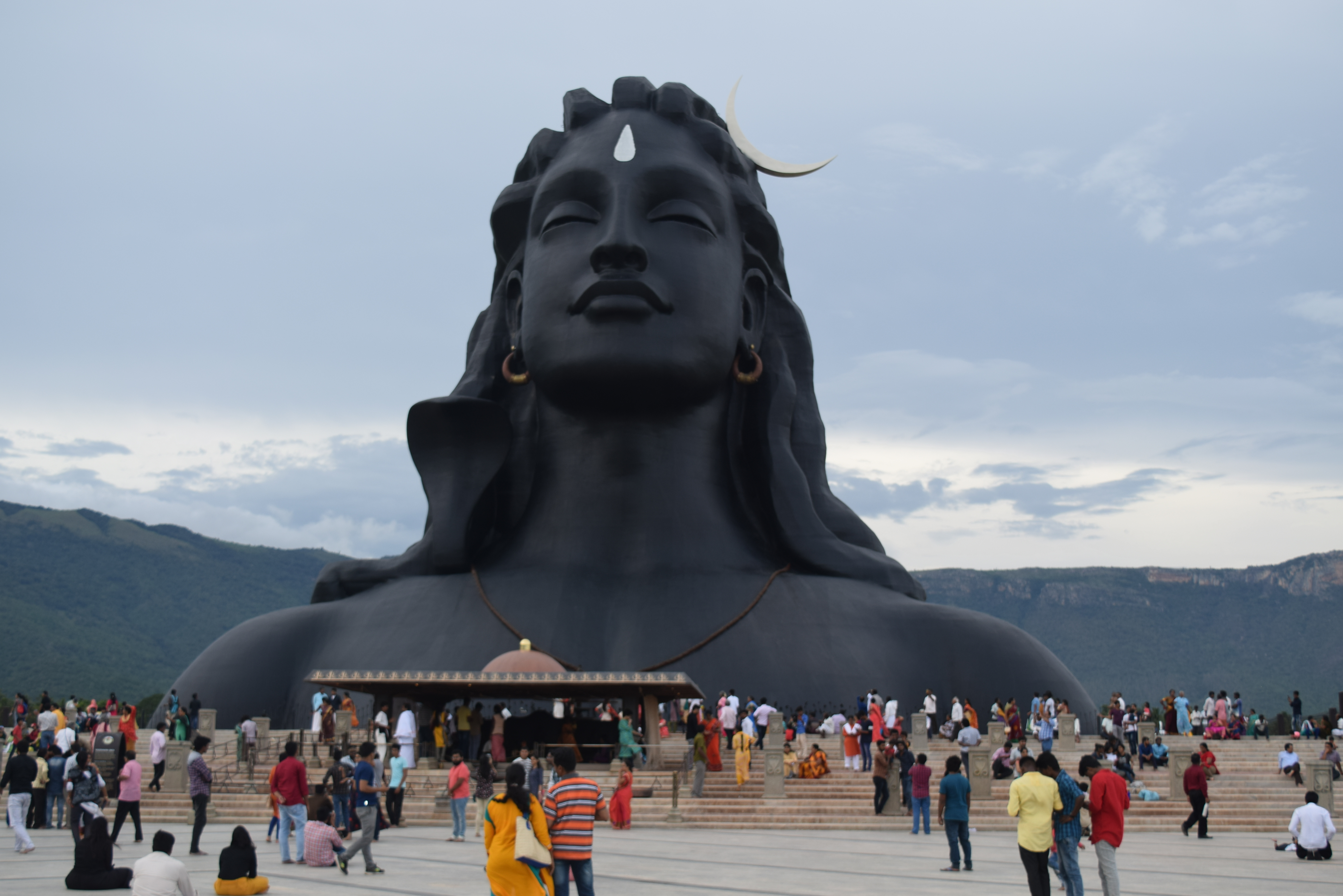
Monumentale Shiva-Büste in Coimbatore (2019)

Einige Puranas bezeichnen Shiva als höchste Manifestation des Einen, weswegen er auch Mahadeva, „der große Gott“, genannt wird. Shiva gilt auch als Gott der Asketen, der auf seinem Berg Kailash in tiefste Meditation versunken verharrt. Er ist der Gott der Gegensätze: Bildet er einerseits mit Parvati und Ganesha die „Heilige Familie“ (Somaskanda), erscheint er andererseits als großer Asket und Einzelgänger. Verkörpert er einerseits die Zerstörung, sehen Gläubige in ihm gleichzeitig den allgegenwärtigen Gnädigen, der das schlechte Karma seiner Verehrer tilgt.
Shiva gilt als Vater von Ganesha, und verschiedene Puranas berichten in unterschiedlichen Versionen über dessen Ursprung. Nach einer Legende wurde Ganesha von Shivas Gattin Parvati während dessen Abwesenheit modelliert und zum Leben erweckt, damit sie eine eigene Wache habe, während sie badete. Ganesha, wie er später genannt wurde, verwehrte Shiva den Eintritt, und dieser schlug ihm im Zorn den Kopf ab. Aus Reue über die Tat erweckte er ihn wieder zum Leben, indem er einen Elefanten töten ließ und dem Knaben dessen Haupt aufsetzte.
Shivas Gattin war jedoch nicht immer Parvati. Es heißt, in erster Ehe sei Shiva mit Sati verheiratet gewesen. Durch seinen ungewöhnlichen Lebensstil als Asket geriet er jedoch in Konflikt mit Satis Vater Daksha, sodass das Ehepaar zu einem Opferfest nicht eingeladen wurde. Sati war in ihrem Stolz als Ehefrau so gekränkt, dass sie sich bei lebendigem Leib verbrannte, um die Ehre ihres Mannes wiederherzustellen. Danach wurde sie von der Erde verschlungen und unter dem Namen Parvati wiedergeboren. Shiva hatte sich unterdessen in der Amarnath Guva (in Indien), die keiner betreten konnte, in eine ewige Meditation versenkt. Als aber Parvati vor der Höhle stand, kam sie herein und sah Shiva. Sie weinte vor ihm und er erwachte aus seiner Tapasya (Meditation), da der Liebesgott Kamadeva ihn mit einem Liebespfeil erwecken wollte. Shiva machte sein drittes Auge auf und vernichtete Kamadeva. Er weigerte sich Parvati zu erkennen, aber er wusste, dass seine Sati vor ihm wiedergeboren stand.
Parvati weinte und entschloss sich, in Meditation zu versinken, um Shiva zu gewinnen. Sie erstellte einen Shivalinga aus Eis und setzte sich vor ihn und fing an für ein Jahr zu meditieren. Nach einem Jahr war sie zerbrechlich geworden und hatte keine Kraft mehr. Shiva kam in die Höhle und sah sie. Er gab ihrem Körper wieder Leben hinzu und sie wachte auf. Sie hatte Shiva wiedergewonnen und war kein Mensch mehr, sondern die Gemahlin von Shiva für den Rest ihres Lebens und somit auch ein Gott. Heute noch wird Parvati (Sati) sehr von Mädchen angebetet, weil sie eine sehr starke Frau war und eine Nachricht an Mädchen hinterließ, die besagt, dass man Mädchen niemals als schwach bezeichnen oder sehen sollte und dass Mädchen ihre Ehre schützen sollen.

## Historische Belege

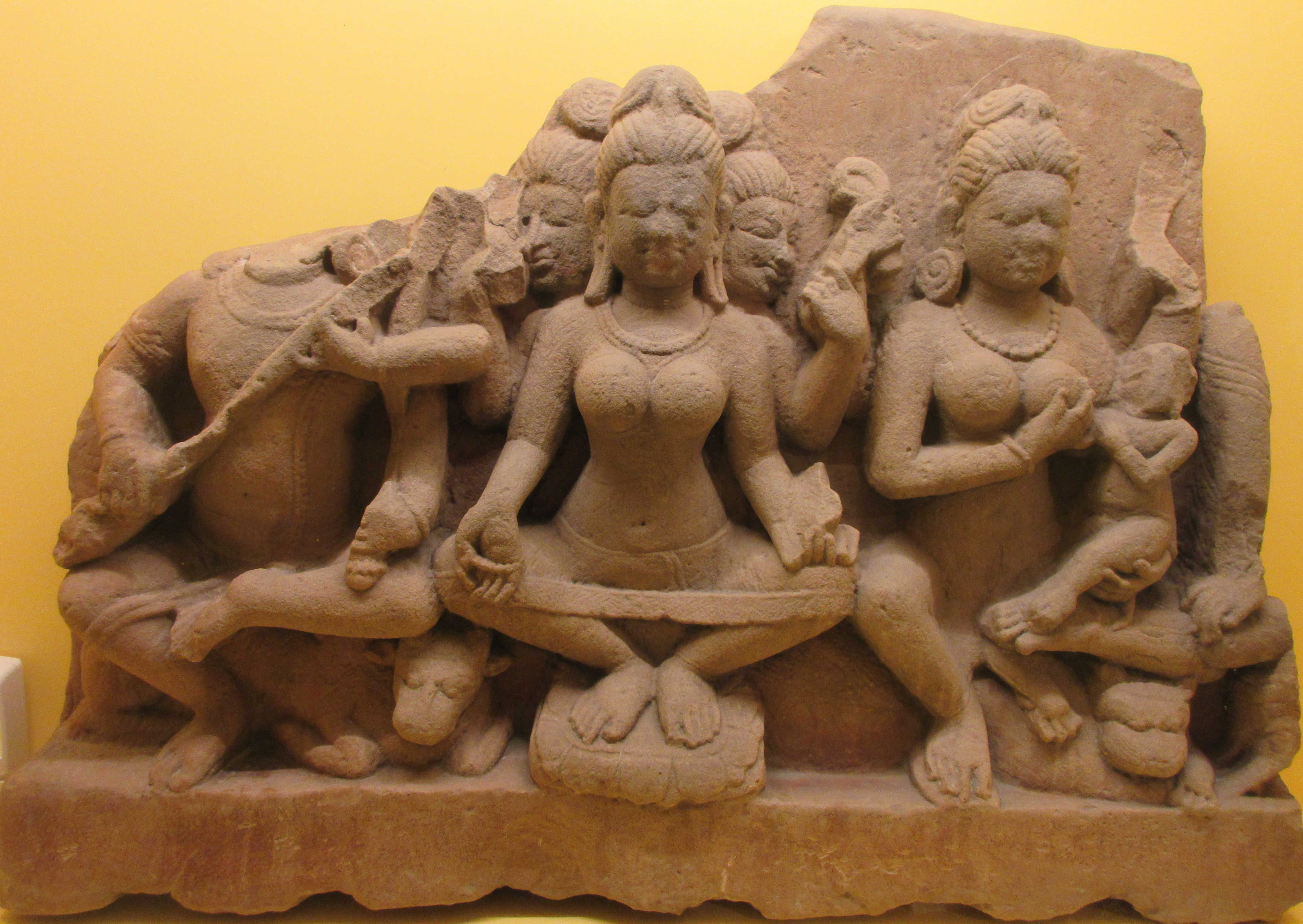
Shiva mit Muttergottheit, 9. Jh. n. Chr., Nordindien, Archäologisches Museum Mailand

Durch Inschriften und Münzfunde gesichert ist die Verehrung Shivas erst seit den Kuschana (100–250 n. Chr.). Verbreitet ist der Shiva-Kult in Nordindien erst bei den Guptas (ca. 300 bis 550 n. Chr.), in Südindien erst ab dem 7. Jahrhundert. Vor allem in Südostasien war die Gottheit Harihara um die Mitte des 1. Jahrtausends verbreitet, die die Aspekte Shivas und Vishnus vereinigt.
Die Hypothese von führenden Wissenschaftlern der Indus-Kultur wie Asko Parpola und Iravatham Mahadevan, dass Shiva ein Gott jener Hochkultur, respektive ein Gott der Draviden war, fand durch einen Harappa-Fund, das Pashupati-Siegel, große Unterstützung. Darauf sieht man eine Figur mit drei oder vier Gesichtern in jede Himmelsrichtung gerichtet neben Tieren im Lotossitz sitzen. Sie scheint eine Art Kopfschmuck zu tragen. Daher kamen einige zu dem Schluss, es handle sich um Shiva in seinem Pashupati-Aspekt. Des Weiteren fand man an den Fundorten der Indus-Kultur Lingams, die eine sehr alte Verehrung, wie sie auch heute stattfindet, bezeugen. Die Theorie, dass Shiva ein nichtvedischer Gott sei, wird unter anderem mit einer Geschichte aus den Puranas erklärt, in der Shiva Vedabahya („außerhalb der Veden“, „Ungläubiger“) genannt wird. Tatsächlich erscheint der Name Shiva nicht in den Veden.
Für Gläubige in hinduistischen Traditionen ist Shiva oft mit Rudra identisch, der erstmals in der Svetasvatara Upanishad Shiva genannt wurde. Dagegen ist die Frage der Identität des vedischen Rudra mit Shiva aus wissenschaftlicher Sicht umstritten.

## Darstellung
Zusammen mit Shiva werden oft der Stier Nandi als sein Reittier, seine Frau Parvati sowie seine Söhne Skanda (Kartikeya/Murugan) und Ganesha abgebildet. Vor allem in Südindien findet sich die Darstellung Shivas mit Parvati und Skanda (Somaskanda). In älteren Darstellungen sind in seiner Begleitung häufiger einige Ganas zu sehen.

### Lingam

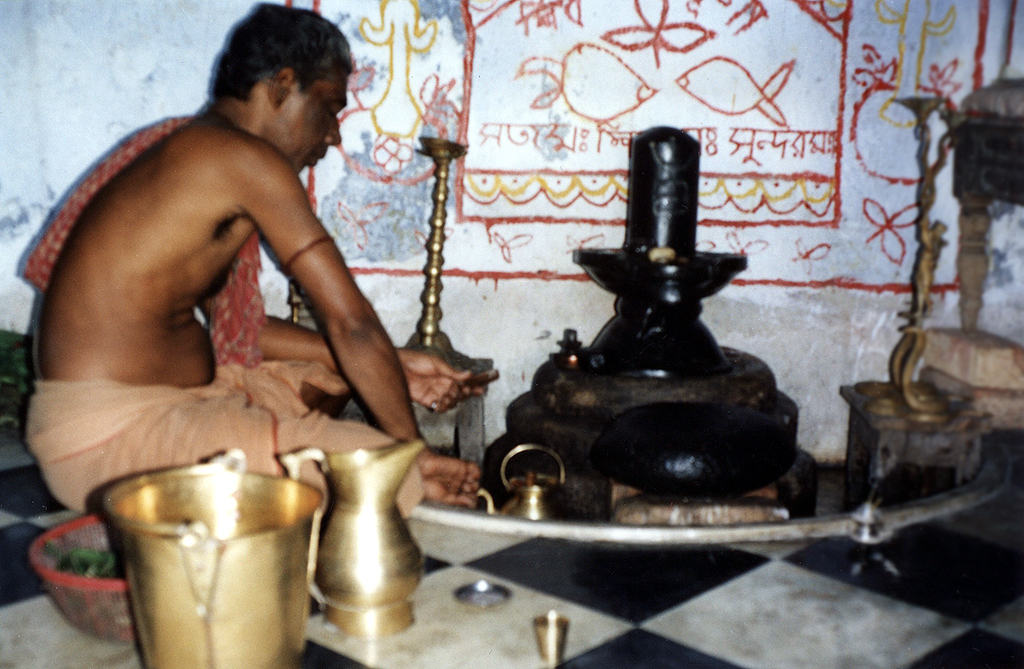
Linga-Puja in einem Tempel

Die Verehrung Shivas in Form des Lingam oder Linga, eines zylindrischen, oben gerundeten Steins, ist möglicherweise auf den Einfluss vorarischer anikonischer Steinkulte zurückzuführen. Die Schöpferkraft des Gottes wird hier durch den Lingam (oft als stilisierter Phallus interpretiert) dargestellt, der in einer Yoni (oft als stilisierte Vagina interpretiert) steht. An Festtagen übergießen Gläubige in einer feierlichen Zeremonie den Linga zunächst mit einer Mischung aus Milch und Honig (symbolisch für Amrita, den Trank der Unsterblichkeit) und dekorieren ihn anschließend mit Blumen. Der Höhepunkt der Zeremonie versinnbildlicht die „Unio mystica“, die Vereinigung zwischen dem Göttlichen und dem Weltlichen, zwischen Atman und Brahman, oder im tantrischen Shivaismus die Vereinigung von Linga und Yoni. Die meisten Hindus jedoch verehren einen Linga nicht im Bewusstsein, einen Phallus vor sich zu haben. Das Wort Linga bedeutet „Zeichen“, ein Zeichen, in dem alle Formen sich auflösen. Shivaitische Schriften betonen immer wieder die Formlosigkeit des Göttlichen. Daher wird Shiva von seinen Gläubigen selten in personhafter, sondern hauptsächlich in symbolischer Form, dem Linga oder dem Dreizack (trishula), verehrt.
Unterschiedlichen Überlieferungen zufolge gibt es in Indien etwa sieben bis zwölf wichtige Naturheiligtümer (Jyotirlingas), in denen jeweils ein von der Natur geformter Lingam steht, wie etwa in der Amarnath-Höhle im Himalaya, wo sich in bestimmten Zyklen eine Eissäule bildet und wieder schwindet. Diese Plätze sind wichtige Wallfahrtszentren.

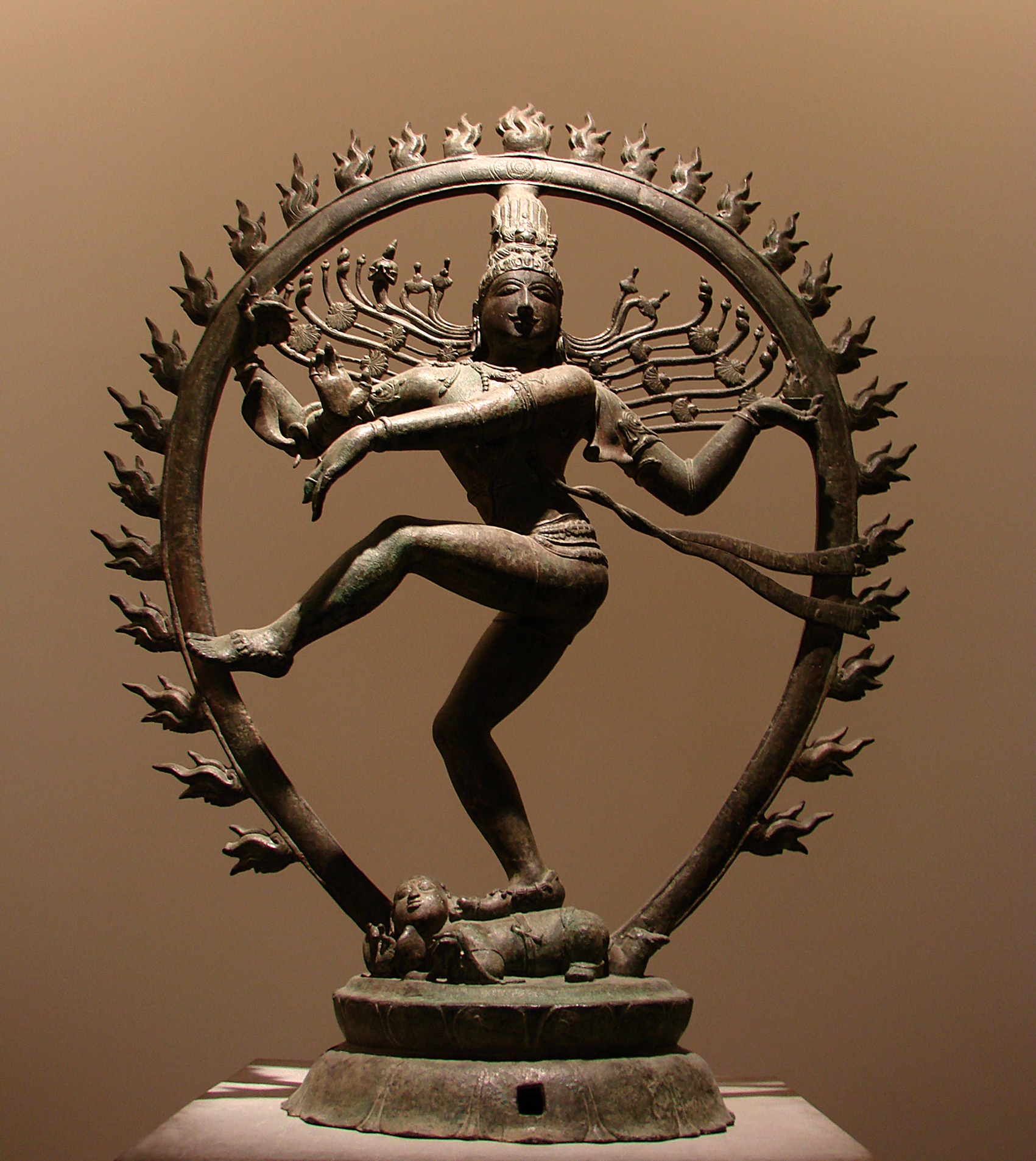
Shiva als Nataraja, tanzend auf dem Apasmara (Chola-Bronze, um 1050)

### Nataraja
Vor allem im Süden Indiens wird Shiva als Nataraja („König des Tanzes“) im kosmischen Tanz dargestellt, tanzend auf Apasmara, dem „Dämon der Unwissenheit“. Im Tanz zerstört Shiva die Unwissenheit und darüber hinaus das ganze Universum, das er jedoch gleichzeitig wieder neu erschafft. Hier drücken meist vier oder acht, gelegentlich auch mehr Arme seine kosmischen Kräfte aus. Eine Hand deutet die Schutz gewährende Handstellung (abhayamudra) an, die andere die Gnade gewährende, während seine anderen beiden Hände die kleine Trommel und ein Feuer tragen. Da es keine einheitliche hinduistische Ikonographie gibt, kann die Interpretation dieser Darstellung sehr unterschiedlich sein. Das Feuer ist meist ein Hinweis auf Vernichtung, kann aber auch als Ausdruck der Energie Shivas verstanden werden. Ananda Coomaraswamy fasst die Symbolik des Nataraja in einem Essay zusammen: “The essential significance of Shivas Dance is threefold: First, it is the image of his rhythmic play as the source of all movement within the cosmos, which is represented by the arch: Secondly, the purpose of his dance is to release the countless souls of men from the snare of illusion: Thirdly the place of the Dance, Chidambaram, the Centre of the Universe, is within the heart.”

### Malerei
Die neuzeitliche hinduistische Malerei stellt Shiva meist mit weißer oder aschegrauer Haut dar – oft mit blauem Hals als Nilakanta, dann ist er der Retter, der das Gift des Urmeeres getrunken und dadurch das Universum gerettet hat. Auf seiner Stirn befinden sich das dritte Auge und drei waagerechte Aschestriche. Oft schlingt sich eine Schlange um seinen Hals, aus dem langen und offenen Haar ragt eine Mondsichel. Gelegentlich sieht man Wasser aus seinem Haar fließen, welches die Göttin Ganga, die Verkörperung des Gangesflusses darstellt, die nach der Mythologie vom Himmel sprang, von Shivas Haar aufgefangen wurde und dadurch sanft auf die Erde rann. Die meisten Darstellungen zeigen Shiva mit seinem Dreizack (trishula) und der Sanduhrtrommel (damaru) in der rechten Hand.

### Statuen
Die 2022 errichtete Statue of Belief in Nathdwara im indischen Bundesstaat Rajasthan ist mit einer Höhe von 112,5 Metern die höchste Shiva-Statue weltweit.

## Theologie und Kult

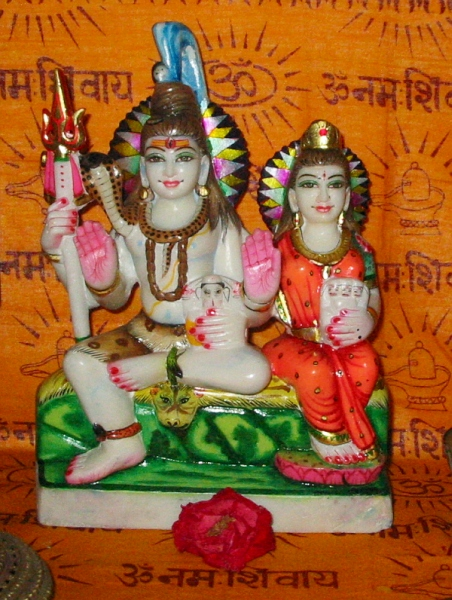
Shiva und seine Gemahlin Parvati, kleine Marmorstatue

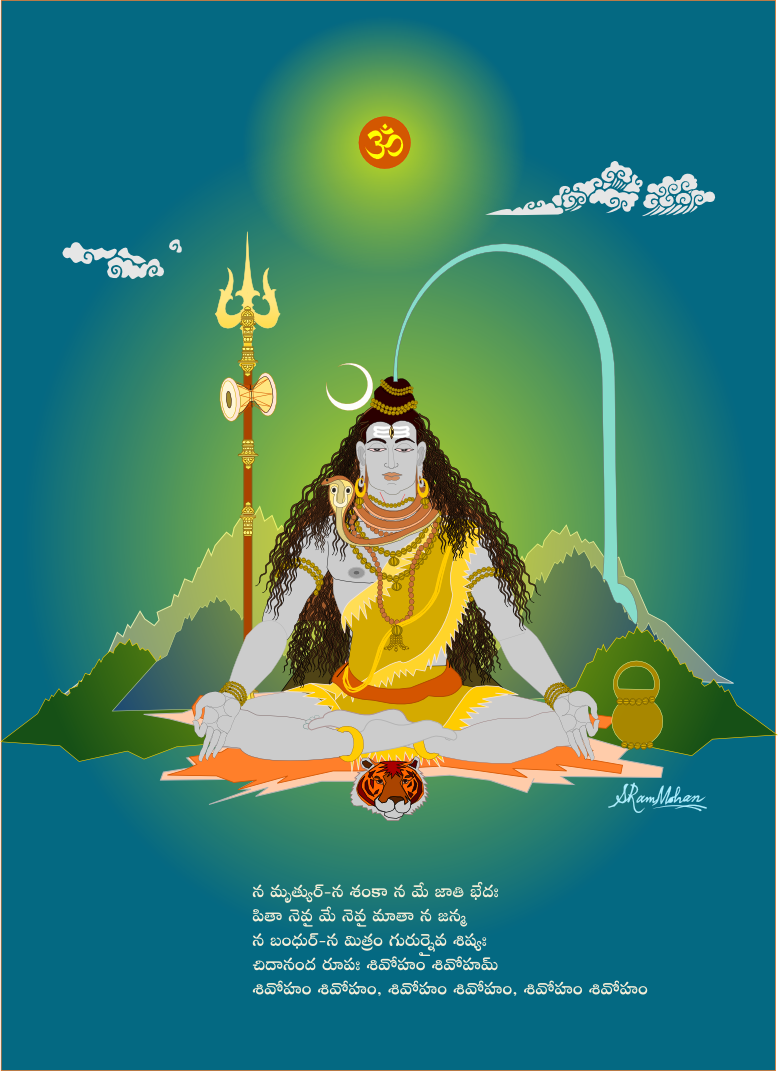
Zeitgenössische Darstellung von Shiva in meditierender Pose

### Tantrische Interpretation
Shivas Wirken wird tantrisch auch durch die sogenannten fünf Handlungen Shivas, die Panchakritya, beschrieben.
1. Sṛṣṭi: Emission oder Weiterfließen.
2. Sthiti: Erhaltung.
3. Saṃhāra: Auflösung oder Rückabsorption.
4. Tirodhana: Verschleierung, Vergessen.
5. Anugraha: Enthüllung, Erinnerung.[7]

### Feiertag
Der wichtigste Feiertag zu Ehren Shivas in Indien ist Shivaratri, die „Nacht Shivas“ (auch Mahashivaratri genannt), bei dem die Verehrung des Lingam im Mittelpunkt steht.

## Rezeption in Europa
In der westlichen Interpretation wurde Shiva oft nur die Rolle des Weltzerstörers zugeschrieben und er wurde einseitig als Gott der Asketen und Sadhus interpretiert. Seine Rolle besteht jedoch sowohl im Erhalt als auch in der Zerstörung der Welt. Wenn Shivas Tanz aufhört, so sagen überzeugte Shivaiten, dann geht die Welt unter, aber Shivas Tanz wird nie aufhören, also wird die Welt nie untergehen. Daher ist Shiva, insbesondere in seiner Form als Nataraja, der Inbegriff und die Repräsentation des zyklischen Zeitverständnisses gläubiger Hindus.
In der Neotantra-Szene wird Shiva synonym zu Mann gebraucht. Shiva wurde zunächst zum „Lieblingsgott“ der Hippies, die in den späten 1960er Jahren nach Indien reisten. Viele fühlten sich vielleicht davon angezogen, dass eines der Kräuter, die Shiva zugeordnet werden, Ganja ist (Hanf, Marihuana).